# St. Adelheid (Köln-Neubrück)
Die Kirche St. Adelheid im Kölner Stadtteil Neubrück ist eine römisch-katholische Kirche im Erzbistum Köln. Sie ist Teil des katholischen Pfarreienverbandes Roncalli am Heumarer Dreieck.
Die der hl. Adelheid von Vilich geweihte Kirche entstand 1968/69 nach Plänen von Paul Georg Hopmann.

## Lage und Umgebung
Die Kirche liegt am Marktplatz des Stadtteils Neubrück im Osten der Stadt Köln. Sie ist die einzige katholische Kirche im Stadtteil. Die Kirche ist Zentrum eines Gebäudekomplexes, der aus dem Pastoralbüro, dem Jugend- und Pfarrheim, dem katholischen Kindergarten und Wohnungen für Pfarrer und Angestellte der Kirche besteht.

## Geschichte
Mit Gründung der Konrad-Adenauer-Siedlung entstand eine katholische Gemeinde, die einer eigenen Pfarrei bedurfte. Nach der Heiligsprechung der hl. Adelheid von Vilich durch Papst Paul VI. schlug der Kölner Erzbischof Kardinal Frings vor, die neue Pfarrei unter das Patronat der hl. Adelheid zu stellen. Im März 1968 wurde mit dem Bau der neuen Pfarrkirche begonnen, am 15. Juni 1968 erhob der Erzbischof die Gemeinde zur selbstständigen Pfarrei. Sie wurde gebildet aus Teilen der Pfarreien St. Gereon Köln-Merheim, St. Hubertus Köln-Brück und St. Servatius Köln-Ostheim. Bis zur Weihe der heutigen Kirche fanden die Gottesdienste der jungen Gemeinde in einer Baracke statt, die durch die Einstellung des Hubschrauberverkehrs Köln-Brüssel frei geworden war.
Der Grundstein für die heutige Kirche legte Domkapitular Prälat Peter Lewen am 23. Juni 1968. Im Oktober 1969 weihte der Kölner Erzbischof Joseph Kardinal Frings die neue Kirche und den umliegenden Gebäudekomplex. In einem festlichen Gottesdienst wurde 1970 die erste Glocke eines fünfstimmig geplanten Geläuts geweiht. In den 1970er Jahren erhielt die Kirche ihre heutige innere Gestalt. Unter anderem wurde der Tabernakel vollendet und die Werktagskirche eingerichtet, die sich im Norden an die Außenwand der Kirche anschließt und durch einen von beiden Seiten zugänglichen Tabernakel mit der Kirche verbunden ist.

## Architektur und Ausstattung
Im Altar der Kirche, der das Zentrum des rechteckigen Gebäudes darstellt, sind Reliquien der Märtyrer von Uganda eingelassen. Hinter dem Altar an der Nordwand der Kirche hängt ein großes Kreuz mit Corpus, links daneben befindet sich eine steinerne Stele mit einer Darstellung Christi als König von 1970.
Im Rundgang befindet sich ein Kreuzweg von Pater Rudolf Fritz.
Orgel
Im Jahr 1980 konnte eine Orgel angeschafft werden. Sie stammt aus der Kirche St. Thomas in Stenden, Gemeinde Kerken, Kreis Kleve. Mit der Umsetzung und Erweiterung wurde die Werkstatt Wilbrand aus Übach-Palenberg beauftragt. Anfang der 2000er Jahre wurde eine gründliche Ausreinigung und Überholung unumgänglich. Diese Arbeiten wurden von der Firma Orgelbau Schulte aus Kürten durchgeführt. Am 3. Juli 2005 wurde die erneuerte Orgel nochmals geweiht. Das Instrument hat 22 Register auf zwei Manualen und Pedal.
Glocken
Das Geläut von St. Adelheid besteht aus drei Bronzeglocken, die 1970 (Gocke 2) und 1973 von Hans Hüesker in der Gießerei Petit & Gebr. Edelbrock aus Gescher gegossen wurden.
| Nr. | Name            | Durchmesser | Gewicht ca. | Schlagton | Inschrift                                          |
| --- | --------------- | ----------- | ----------- | --------- | -------------------------------------------------- |
| 1   | Petrus + Paulus | 770 mm      | 280 kg      | c’’+2     | ST. PETER UND PAUL; STÄRKE UNSEREN GLAUBEN! 1973   |
| 2   | Maria           | 680 mm      | 200 kg      | d’’+2     | MARIA MUTTER DER CHRISTENHEIT, BITTE FÜR UNS! 1970 |
| 3   | Martha          | 590 mm      | 130 kg      | f ’’+2    | HL. MARTHA, HILF UNS DIENEN! 1973                  |